# Pendlersaldo
Der Pendlersaldo einer Region gibt an, ob mehr Arbeitskräfte regelmäßig von ihrem Wohnort zum Arbeiten in die Region kommen oder mehr in der Region Wohnende sie regelmäßig verlassen, da ihr Arbeitsplatz außerhalb der Region liegt. 
Wenn mehr Pendler in die Region kommen, spricht man vom Einpendlerüberschuss, oft auch einfach nur vom Pendlerüberschuss. Wenn sie mehr Personen zum Arbeiten verlassen als hineinkommen, spricht man vom Auspendlerüberschuss. Die entsprechenden Zahlenwerte tragen die Einheit „Personen“; oft werden sie der besseren Vergleichbarkeit wegen auch in Prozent der Arbeitsplätze der Region ausgewiesen.
Der Pendlerüberschuss steht in engem Zusammenhang mit der relativen Arbeitsplatzdichte und gilt als Indikator für die Wirtschaftskraft einer Region. So „ernährt“ ein zentraler Ort mit einem hohen Einpendlerüberschuss durch die dort konzentrierten Arbeitsplätze oft einen erheblichen Teil seiner näheren und ggf. weiteren Umgebung mit, wie es in Deutschland bei den meisten Oberzentren und vielen Mittelzentren die Regel ist. 
Orte mit hohem Auspendlerüberschuss werden oft als Trabantenstädte bezeichnet.